# Hastingleigh
Hastingleigh es una parroquia civil y un pueblo del distrito de Ashford, en el condado de Kent (Inglaterra).

## Demografía
Según el censo de 2001, Hastingleigh estaba habitado por 247 personas (51,42% varones, 48,58% mujeres) en 95 hogares. El 18,62% eran menores de 16 años, el 73,28% tenían entre 16 y 74 y el 8,1% eran mayores de 74. La media de edad era de 44,45 años. Del total de habitantes con 16 o más años, el 22,89% estaban solteros, el 62,69% casados y el 14,43% divorciados o viudos. 113 habitantes eran económicamente activos, 107 de ellos (94,69%) empleados y 6 (5,31%) desempleados.